# Егфон
Егфон (фр. Aiguefonde) је насељено место у Француској у региону Миди Пирене, у департману Тарн.
По подацима из 2011. године у општини је живело 2679 становника, а густина насељености је износила 140,04 становника/km².

## Демографија
| 1962. | 1968. | 1975. | 1982. | 1990. | 2011. |
| ----- | ----- | ----- | ----- | ----- | ----- |
| 2.019 | 2.068 | 2.105 | 2.588 | 2.752 | 2.679 |